# Scuturătoare
Scuturătoare este un vechi soi românesc de struguri roșii întâlnit în trecut în toate viile românești, dar fără importanță culturală și fără valoare.

## Sinonime
În Mehedinți era cunoscut sub numele de Neam rău, în podgoriile Colinele Tutovei și Zeletin se numea Troznitoare, iar la Nicorești se chema Șoimeagă.